# Альфред Тонелло
Альфред Тонелло (фр. Alfred Tonello, 11 березня 1929 — 21 грудня 1996) — французький велогонщик.
Бронзовий призер Олімпійських Ігор 1952 року в командній шосейній гонці.